# 2015년 3월
| 2015년: 1월 · 2월 · 3월 · 4월 · 5월 · 6월 · 7월 · 8월 · 9월 · 10월 · 11월 · 12월 |

| <           | 2015년 3월 | 2015년 3월 | 2015년 3월 | 2015년 3월 | 2015년 3월  | >          |
| 일          | 월         | 화         | 수         | 목         | 금          | 토         |
| 1 1.11 병자 | 2 12 정축  | 3 13 무인  | 4 14 기묘  | 5 15 경진  | 6 16 신사   | 7 17 임오  |
| 8 18 계미   | 9 19 갑신  | 10 20 을유 | 11 21 병술 | 12 22 정해 | 13 23 무자  | 14 24 기축 |
| 15 25 경인  | 16 26 신묘 | 17 27 임진 | 18 28 계사 | 19 29 갑오 | 20 2.1 을미 | 21 2 병신  |
| 22 3 정유   | 23 4 무술  | 24 5 기해  | 25 6 경자  | 26 7 신축  | 27 8 임인   | 28 9 계묘  |
| 29 10 갑진  | 30 11 을사 | 31 12 병오 |            |            |             |            |

| - 3월 23일 - 리콴유 - 3월 1일 : 에스토니아 총선 - 3월 12일 이후 : 그리스 대선 - 3월 17일 : 이스라엘 총선 - 3월 21일 ~ 23일 : 이집트 총선 1차전 - 3월 29일 : 우즈베키스탄 대선 편집하기 |

## 2015년 3월 30일 (월요일)
국제
- 파푸아뉴기니에서 29일(현지시간) 규모 7.7의 강진이 발생, 쓰나미 경보가 발령됐다.

## 2015년 3월 28일 (토요일)
사회
- 서울 지하철 9호선 2단계 구간(신논현역~종합운동장역)이 개통했다.

## 2015년 3월 24일 (화요일)
국제
- 프랑스의 알프스 상공에서 저먼윙스 소속 에어버스 A320 여객기가 비행 중 추락, 탑승자 전체가 모두 숨졌다.

## 2015년 3월 22일 (일요일)
사건사고
- 대한민국의 인천광역시 강화군 소재 동막해수욕장에 마련된 야영지(캠핑장)에서 화재가 발생하여 5명이 사망하고, 2명이 부상을 당했다.

## 2015년 3월 21일 (토요일)
사건사고
- 예멘의 수도 사나의 시아파 사원에서 테러가 발생해 140명이 사망하였다.

## 2015년 3월 18일 (수요일)
사건사고
- 튀니지의 바르도 국립 박물관에서 무장괴한이 총기를 난사해 21명이 사망하였다.

## 2015년 3월 13일 (금요일)
사건사고
- 경상남도 김해시의 내삼공단에서 화재가 발생하여, 1층짜리 공장이 불에 타 재산피해를 입었다.
- 전라남도 신안군 가거도 해역에서 해경헬기가 착륙도중 추락하여 3명이 사망하고 1명이 실종되었다.

사회
- 검찰이 인천광역시 송도국제도시에 위치한 포스코건설 송도사옥을 압수 수색했다.

## 2015년 3월 11일 (수요일)
선거
- 제1회 전국동시조합장선거가 실시되었다.

## 2015년 3월 10일 (화요일)
사건사고
- 아르헨티나 라리오하주에서 두 대의 헬리콥터가 서로 충돌하여 10명이 사망하였다.

## 2015년 3월 5일 (목요일)
사건사고
- 서울특별시 종로구 세종문화회관에서 마크 리퍼트 주한 미국 대사가 김기종의 흉기에 의해 부상당하는 사건이 발생했다.

```
416세월호참사 특별조사위원회 조직
```

## 2015년 3월 3일 (화요일)
사건사고
- 대한민국 국회 본회의에서 부정청탁 및 금품등 수수의 금지에 관한 법률은 통과되고 어린이집 CCTV 녹화를 의무화하는 취지의 법률안은 부결되었다.